# René Joensen
René Joensen (8 de febrero de 1993) es un futbolista feroés que juega en la demarcación de centrocampista para el KÍ Klaksvik de la Primera División de las Islas Feroe.

## Selección nacional
Tras jugar con la selección de fútbol sub-17 de Islas Feroe, la sub-19 y la sub-21, finalmente hizo su debut con la selección absoluta el 15 de agosto de 2012 en un partido amistoso contra Islandia que finalizó con un resultado de 2-0 a favor del combinado islandés tras un doblete de Kolbeinn Sigþórsson.

### Goles internacionales
| # | Fecha                   | Estadio                                    | Oponente | Gol | Resultado | Competición                 |
| - | ----------------------- | ------------------------------------------ | -------- | --- | --------- | --------------------------- |
| 1 | 7 de septiembre de 2018 | Tórsvøllur, Tórshavn, Islas Feroe          | Malta    | 2–0 | 3-1       | Liga de Naciones de la UEFA |
| 2 | 14 de octubre de 2018   | Tórsvøllur, Tórshavn, Islas Feroe          | Kosovo   | 1–1 | 1–1       | Liga de Naciones de la UEFA |
| 3 | 20 de noviembre de 2018 | Estadio Nacional Ta' Qali, Ta' Qali, Malta | Malta    | 0-1 | 1–1       | Liga de Naciones de la UEFA |

## Clubes
| Club          | País        | Año       | Partidos | Goles |
| ------------- | ----------- | --------- | -------- | ----- |
| Brøndby IF    | Dinamarca   | 2011-2014 | 1        | 0     |
| HB Tórshavn   | Islas Feroe | 2014-2015 | 45       | 4     |
| Vendsyssel FF | Dinamarca   | 2015-2017 | 42       | 6     |
| UMF Grindavík | Islandia    | 2017-2019 | 46       | 7     |
| HB Tórshavn   | Islas Feroe | 2019-2021 | 58       | 7     |
| KÍ Klaksvik   | Islas Feroe | 2022-     | 98       | 7     |